# Модель простих точкових зарядів
Модель простих точкових зарядів (рос. модель простых точечных зарядов, англ. simple point charge model) — спрощення, що використовуються при розрахунках взаємодій вода-білок. З метою отримання можливості використання простих потенціальних функцій для димера води, що дає змогу створити добру модель рідкої води, приймається, що кожен з атомів H має заряд 0,41, а атом O несе заряд −0,82, а взаємодія між атомами описується потенціалом Леннард-Джонса.